# 美花卷瓣兰
美花卷瓣兰（学名：Bulbophyllum rothschildianum），为兰科石豆兰属下的一个种。

## 扩展阅读
維基物種上的相關：美花卷瓣兰